# Ezio Carabella
Pour les articles homonymes, voir Carabella.
Ezio Carabella, né le 3 mars 1891 à Rome (royaume d'Italie) et mort le 10 janvier 1960 dans la même ville, est un compositeur italien d'opérettes, de chansons et de musiques de films. Il a composé la musique de plusieurs films réalisés par Mario Camerini, entre autres. Il est le père de l'actrice Flora Carabella.

## Filmographie
- 1940 : Une lampe à la fenêtre (Una lampada alla finestra) de Gino Talamo